# Sanghaji kikötő

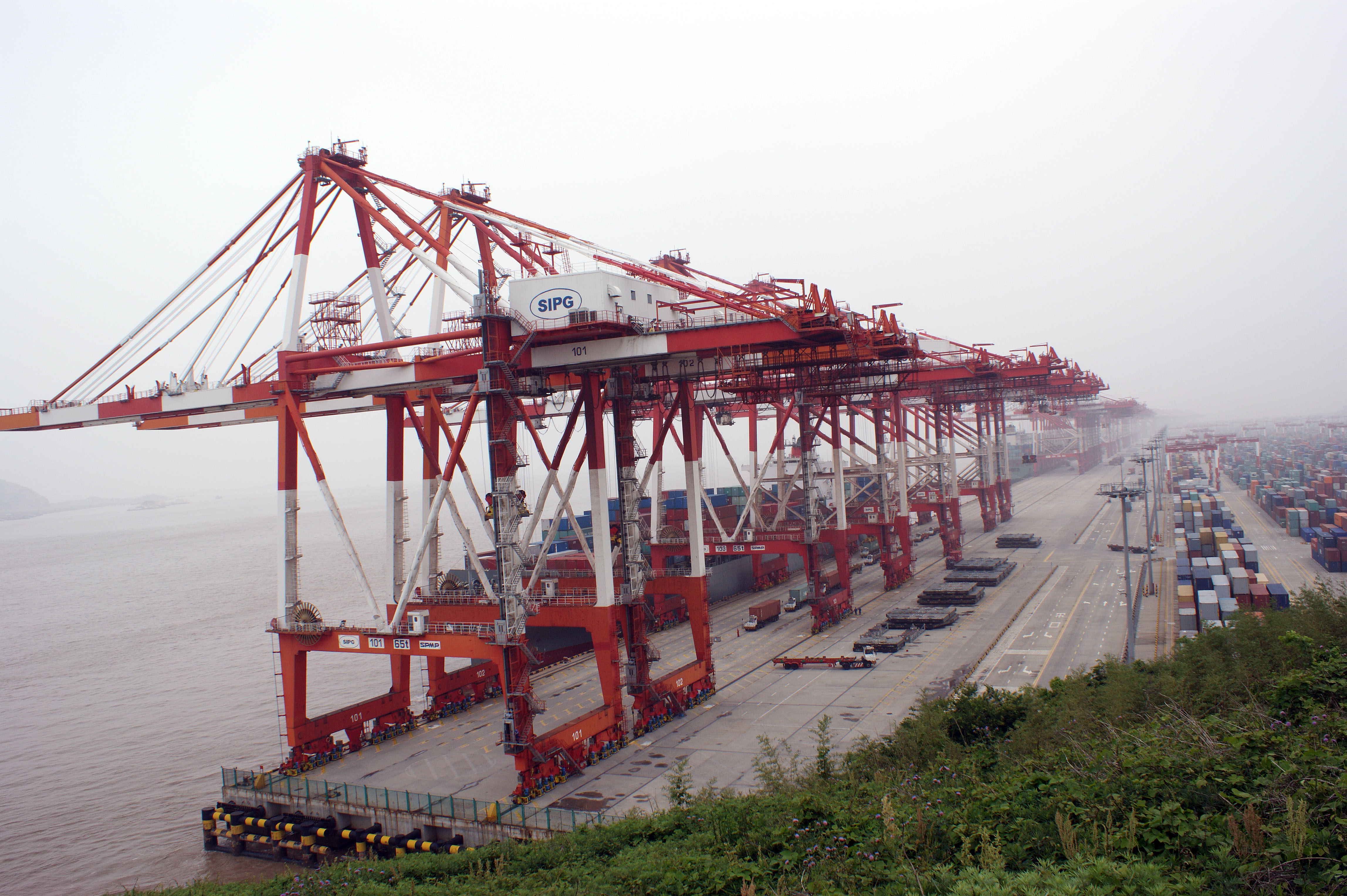
Daruk a kikötőben

A sanghaji kikötő jelenleg a világ egyik legnagyobb forgalmú tengeri kikötője, megelőzve az európai Rotterdami kikötőt is. 1842-ben nyílt meg, 2013-ban 776 millió árut rakodtak át itt.
Három fő zónát foglal magába:
- Yangshan mélyvízi kikötő
- Huangpu folyó
- Jangce folyó

## Története
1842-ben Sanghaj szerződéses kikötővé vált, és így nemzetközi kereskedelmi várossá fejlődött. A 20. század elejére Kelet-Ázsia legnagyobb városa és legnagyobb kikötője lett. 1949-ben, a sanghaji kommunista hatalomátvétellel a tengerentúli kereskedelem drasztikusan lecsökkent. A Népköztársaság gazdaságpolitikája bénítóan hatott Sanghaj infrastruktúrájára és tőkéjének fejlődésére.
1991-ben a központi kormány engedélyezte Sanghajnak, hogy gazdasági reformot indítson. Azóta a kikötő gyors ütemben fejlődött. 2005-re megépült a Yangshan mélyvízi kikötő a Yangshan-szigeteken, egy szigetcsoporton a Hangzhou-öbölben, amelyet a Donghai-híd köt össze Sanghajjal. Ez a fejlesztés lehetővé tette, hogy a kikötő leküzdje a jelenlegi helyén uralkodó sekély vízviszonyokat, és versenyre keljen egy másik mélyvízi kikötővel, a közeli Ningbo-Zhoushan kikötővel.
A kikötő része a 21. századi tengeri selyemútnak, amely a kínai partoktól Szingapúrig, India déli csücske felé Mombasáig, onnan a Vörös-tengeren keresztül a Szuezi-csatornán át a Földközi-tengerig, onnan a Felső-Adria térségébe, az észak-olaszországi Trieszt csomópontig tart, ahonnan Közép-Európával és az Északi-tengerrel van összeköttetése.